# Diacetylperoxide
Diacetylperoxide is een organisch, kleurloos, kristallijn, zandachtig peroxide met een scherpe geur. Zoals veel peroxiden is diacetylperoxide erg reactief en wordt wel gebruikt als explosief.